# Március 1.
Március 1. az év 60. (szökőévben 61.) napja a Gergely-naptár szerint. Az évből még 305 nap van hátra. A római és a Julián naptárban ez az újév napja.
Névnapok: Albin + Albina, Cseperke, Csepke, Csiperke, Dakó, Dávid, Dókus, Dózsa, Eudoxia, Gyopár, Gyopárka, Leontina, Szecső, Szulejka, Tóbia, Veszta, Zotmund, Zulejka

## Események

### Politikai események
- 1562 – A wassyi mészárlással megkezdődnek a francia vallásháborúk.[1]
- 1666 – Zborón házasságot köt I. Rákóczi Ferenc és Zrínyi Ilona. E házasság révén Rákóczi bekapcsolódott a Wesselényi-összeesküvésbe.
- 1692 – Az amerikai Salemben megkezdődnek a boszorkányperekhez kapcsolódó kihallgatások.[2]
- 1776 – Nagy-Britannia teljes kereskedelmi tilalmat léptet érvénybe lázadó észak-amerikai gyarmatai ellen.
- 1815 – I. Napóleon francia császár visszatér első száműzetéséből Elba szigetéről,[3] csapatával partra száll a Juan-öbölben. Megkezdődik száz napos uralma.
- 1917 – A Nyugat közli Babits Mihály Fortissimo című háborúellenes versét, emiatt az ügyészség istenkáromlás vádjával eljárást indított a költő ellen, a folyóiratot pedig elkobozta.
- 1920 – Horthy Miklóst az Országgyűlés a Magyar Királyság kormányzójává (ideiglenes államfővé) választja.
- 1956 – Felállítják a Nemzeti Néphadsereget, a Német Demokratikus Köztársaság haderejét.

### Tudományos és gazdasági események
- 1872 – Az Amerikai Egyesült Államok Kongresszusa dönt a Yellowstone Nemzeti Park létrehozásáról.
- 1915 – Megindul Budapesten a menetrend szerinti autóbuszközlekedés.
- 1943 – Túl erős radioaktív sugárzás miatt leállítják a világ első atomreaktorát, melyet 1942. december 2-án helyeztek üzembe Chicagóban, többek közt az olasz Enrico Fermi, Szilárd Leó és Wigner Jenő munkája eredményeként.
- 1966 – A szovjet Venyera–3 behatol a Vénusz légkörébe.
- 1995 – Megalakul a Baumag szövetkezet
- 2007 – A nemzetközi sarki év (IPY – International Polar Year) kezdete.
- 2008 – Magyarországon kivonják a forgalomból az 1 és 2 forintos érméket.
- 2012 – Több száz hektárnyi különleges és veszélyeztetett természeti területet nyilvánít védetté Fazekas Sándor vidékfejlesztési miniszter. (Úgymint a bokorfüzesekben, puhafa ligetekben gazdag Dunaszentgyörgyi-láperdő, az Iváni-szikesek, a Pirtói homokbuckás, a Zagyva-völgy megmaradt mocsárrétjei a Maconkai-réten, az Ikva-sík egyetlen üde lápréti élőhelyének otthont adó Ebergőci-láprét és a védett tavaszi héricsekben gazdag Várbalogi-héricses.[4] Elrendelte továbbá a Fertő–Hanság Nemzeti Park, a Körös-Maros Nemzeti Park, a Soproni Tájvédelmi Körzet és a Tiszaigari Arborétum Természetvédelmi Terület bővítését.)[5]

- 2017 – A Magyar Nemzeti Bank új 2000 és 5000 forintos bankjegyet hozott forgalomba. (A korábbi bankjegyek a megújított változatokkal együtt az év közepéig maradnak párhuzamosan a készpénzforgalomban.)[6]

### Kulturális események
- 1579 – A magyar papok képzésére XIII. Gergely pápa megalapítja Rómában a Collegium Hungaricumot.
- 1881 – A Magyar Távirati Iroda (MTI) alapítása.

#### Irodalmi, színházi és filmes események
- 1920 – Pozsonyban, az egykori Városi Színház épületében elkezdi működését a Szlovák Nemzeti Színház.

#### Zenei események
- 1786 – Mozart Figaró házassága című operájának ősbemutatója Bécsben

### Sportesemények
Formula–1
- 1969 – Dél-Afrikai Nagydíj, Kyalami – Győztes: Jackie Stewart (Matra Ford)
- 1975 – Dél-Afrikai Nagydíj, Kyalami – Győztes: Jody Scheckter (Tyrrell Ford)
- 1980 – Dél-Afrikai Nagydíj, Kyalami – Győztes: René Arnoux (Renault Turbo)
- 1992 – Dél-Afrikai Nagydíj, Kyalami – Győztes: Nigel Mansell (Williams Renault)

### Egyéb események
- 2017 – Rendkívüli ülésén a Fővárosi Közgyűlés – 22 igen, 6 nem szavazat ellenében – úgy határoz, hogy Budapest visszavonja a 2024. évi nyári olimpiai és paralimpiai játékok megrendezésére beadott olimpiai pályázatát.[7]

## Születések
- 1445 – Sandro Botticelli itáliai festő, († 1510)
- 1456 – II. Ulászló magyar király († 1516)
- 1671 – Arnu Miksa német jezsuita tanár († 1703)
- 1759 – Schwartner Márton magyar történész, statisztikus, egyetemi tanár († 1823)
- 1779 – Ruszek József magyar író, nyelvész, veszprémi kanonok († 1851)
- 1810 – Frédéric Chopin lengyel születésű francia zeneszerző († 1849)
- 1813 – Reitter Ferenc magyar mérnök, az MTA levelező tagja († 1874)
- 1853 – Pákey Lajos kolozsvári építész († 1921).
- 1854 – Pecz Samu magyar műépítész, egyetemi tanár († 1922)
- 1875 – Maróti Géza magyar műépítész, szobrászművész († 1941)
- 1885 – Pethő Sándor újságíró, a Magyar Nemzet alapítója († 1940)
- 1886 – Oskar Kokoschka osztrák festőművész († 1980)
- 1893 – Nagy Iván magyar ügyvéd, tiszteletbeli vármegyei tiszti főügyész, országgyűlési képviselő († ?)
- 1896 – Váczy József magyar kisgazda politikus, országgyűlési képviselő († 1965)
- 1903 – Tőkés Anna Kossuth-díjas magyar színésznő érdemes- és kiváló művész († 1966)
- 1904 – Glenn Miller amerikai jazz zenész, trombitás († 1944)
- 1907 – Barényi Béla magyar származású osztrák mérnök, feltaláló († 1997).
- 1917 – Robert Lowell amerikai költő († 1977)
- 1917 – Koltai Jenő magyar gerelyhajító, egyetemi tanár († 2004)[8]
- 1919 – Leroy Warriner amerikai autóversenyző († 2003)
- 1922 – Jichák Rabin Nobel-békedíjas izraeli politikus, miniszterelnök († 1995)
- 1923 – Kuczka Péter magyar író, tudományos-fantasztikus irodalmár († 1999)
- 1925 – Benedek Árpád Jászai Mari-díjas magyar színész, rendező, műfordító, érdemes művész († 2008)
- 1927 – Claude Gensac francia színésznő († 2016)
- 1927 – Harry Belafonte Grammy-díjas amerikai színész, zenész, énekes († 2023)
- 1928 – Jacques Rivette francia filmrendező († 2016)
- 1933 – Láng István magyar zeneszerző († 2023)
- 1939 – Aldobolyi Nagy György Erkel Ferenc-díjas magyar zeneszerző, dalszövegíró
- 1941 – Felkai László olimpiai bajnok vízilabdázó († 2014)
- 1941 – Joó Piroska magyar színésznő, fotómodell († 2024)
- 1942 – Szegedi Erika Jászai Mari-díjas magyar színésznő, érdemes és kiváló művész († 2023)
- 1946 – Pusztai László válogatott labdarúgó († 1987)
- 1948 – Móricz Mihály magyar zenész, énekes, gitáros, a Fonográf tagja
- 1948 – Orbán József magyar énekes, zenész (100 Folk Celsius) († 2018)
- 1949 – Borbás Gabi Jászai Mari-díjas magyar színésznő
- 1950 – Kásler Miklós Széchenyi-díjas magyar onkológus, egyetemi tanár, miniszter
- 1953 – Rolf Danneberg olimpiai bajnok német atléta
- 1958 – Szervét Tibor Jászai Mari-díjas magyar színész, színházi rendező, jogász
- 1958 – Nik Kershaw angol énekes-dalszerző
- 1959 – Soltis Eleonóra magyar színésznő
- 1960 – Réti Andrea magyar színésznő
- 1963 – Thomas Anders német énekes
- 1967 – Gela Bezsuasvili grúz diplomata és politikus, 2005–2008 között Grúzia külügyminisztere
- 1969 – Javier Bardem Oscar-díjas spanyol színész
- 1976 – Luke Mably angol színész
- 1977 – Leszek Blanik lengyel tornász
- 1978 – Jensen Ackles amerikai színész
- 1979 – Várkonyi Balázs magyar üzletember
- 1981 – Adam LaVorgna amerikai színész
- 1985 – Mugurel Dedu román labdarúgó
- 1986 – Demjén Gábor magyar U21-es válogatott labdarúgó
- 1987 – Kesha amerikai énekesnő
- 1987 – Liszkai Szilveszter magyar kézilabdázó
- 1988 – Varga Dávid magyar kenus
- 1991 – Kovács Emese magyar úszónő
- 1992 – Major Balázs magyar vízilabdázó
- 1994 – Justin Bieber kanadai énekes
- 1999 – Petko Hrisztov bolgár labdarúgó

## Halálozások
- 965 – V. Benedek pápa
- 1131 – II. István Árpád-házi király (* 1101)
- 1792 – II. Lipót német-római császár, magyar király, cseh király (* 1747)
- 1857 – Johann Jakob Heckel osztrák zoológus, ichthiológus és állatpreparátor, a bécsi császári zoologiai intézet első őre, az MTA külföldi levelező tagja (* 1790)
- 1906 – Zichy Mihály magyar festőművész, grafikus (* 1827)
- 1906 – Moritz Heyne német filológus, nyelvész, germanista (* 1837)
- 1911 – Jacobus Henricus van ’t Hoff fizikokémikus, a reakciósebesség, a kémiai egyensúly és az ozmotikus nyomás kutatója, 1901-ben az első kémiai Nobel-díj birtokosa (* 1855)
- 1913 – Mario Pieri olasz matematikus (* 1860)
- 1938 – Gabriele D’Annunzio olasz író, katona (* 1863)
- 1953
  - Somssich Gyula nagybirtokos, bankigazgató, felsőházi tag (* 1876)
  - Prokopecz József magyar gazdálkodó, az 1939–1944 közti magyar országgyűlés meghívott felvidéki képviselőinek egyike (* 1891)
- 1960 – Gellért Endre Kossuth-díjas rendező, főiskolai tanár (* 1914)
- 1971 – Alexander Orley (Alexander Todd) amerikai autóversenyző (* 1911)
- 1973 – Lev Andrejevics Arcimovics szovjet fizikus (* 1909)
- 1979 – Musztafa Barzáni mullah, iraki kurd politikus, szabadságharcos, az iraki Kurd Demokrata Párt vezetője (* 1903)
- 1983 – Arthur Koestler magyar származású író (* 1905)
- 1984 – Peter Walker brit autóversenyző (* 1912)
- 1987 – Wolfgang Seidel német autóversenyző (* 1926)
- 1995 – Jackie Holmes amerikai autóversenyző (* 1920)
- 2003 – Ian Connell brit autóversenyző (* 1913)
- 2006 – Lee Drollinger amerikai autóversenyző (* 1927)
- 2007 – Szőgyényi József ügyvéd (* 1932)
- 2008 – Andrej Tyisszin az orosz kajak-kenu válogatott kapitánya (* 1975)
- 2014 – Alain Resnais francia filmrendező (* 1922)
- 2020 – Balsai István magyar politikus, igazságügy miniszter, alkotmánybíró (* 1947)
- 2022 – Jevhen Malisev ukrán sílövő (* 2002)

## Nemzeti ünnepek, emléknapok, világnapok
- Wales nemzeti ünnepe: Szent Dávid napja
- Paraguay: Hősök napja
- Bulgáriában Baba Marta napja, ekkor tűzik ki a martenicát
- Nukleáris Fegyverek Elleni Harc Nemzetközi napja
- Az atomfegyvermentes és független Csendes-óceáni térség napja
- A Polgári Nemzetbiztonsági Szolgálatok Napja
- Polgári Védelem Világnapja
- Self Injury Awareness Day (A tudatos önbántalmazás napja)
- A meteorológiai tavasz első napja